# Gyeran mari
Il gyeran mari (계란말이?, 鷄卵--?, gyeran mar-iLR, kyeran mariMR; lett. "uova arrotolate") è un piatto della cucina coreana appartenente alla categoria dei banchan (contorni).

## Preparazione
Il gyeran mari è un'omelette di uova battute a cui vengono aggiunti altri ingredienti, tipicamente verdure tagliate a pezzettini, ma si può optare per diverse soluzioni, tra cui scalogni, carote, cipolle, funghi, zucchine, broccoli, peperoni, cavolo, alghe, prosciutto cotto, bacon e formaggio. L'aggiunta di brodo di alghe o di cheongju (un vino di riso) conferisce maggior morbidezza e sapore. Poco prima di terminare la cottura, che avviene a fuoco basso, il gyeran mari viene arrotolato strettamente su se stesso con l'aiuto di una spatola o di un paio di bacchette, direttamente nella padella. Esistono padelle quadrate o rettangolari pensate appositamente per cuocere il gyeran mari.

## Varianti

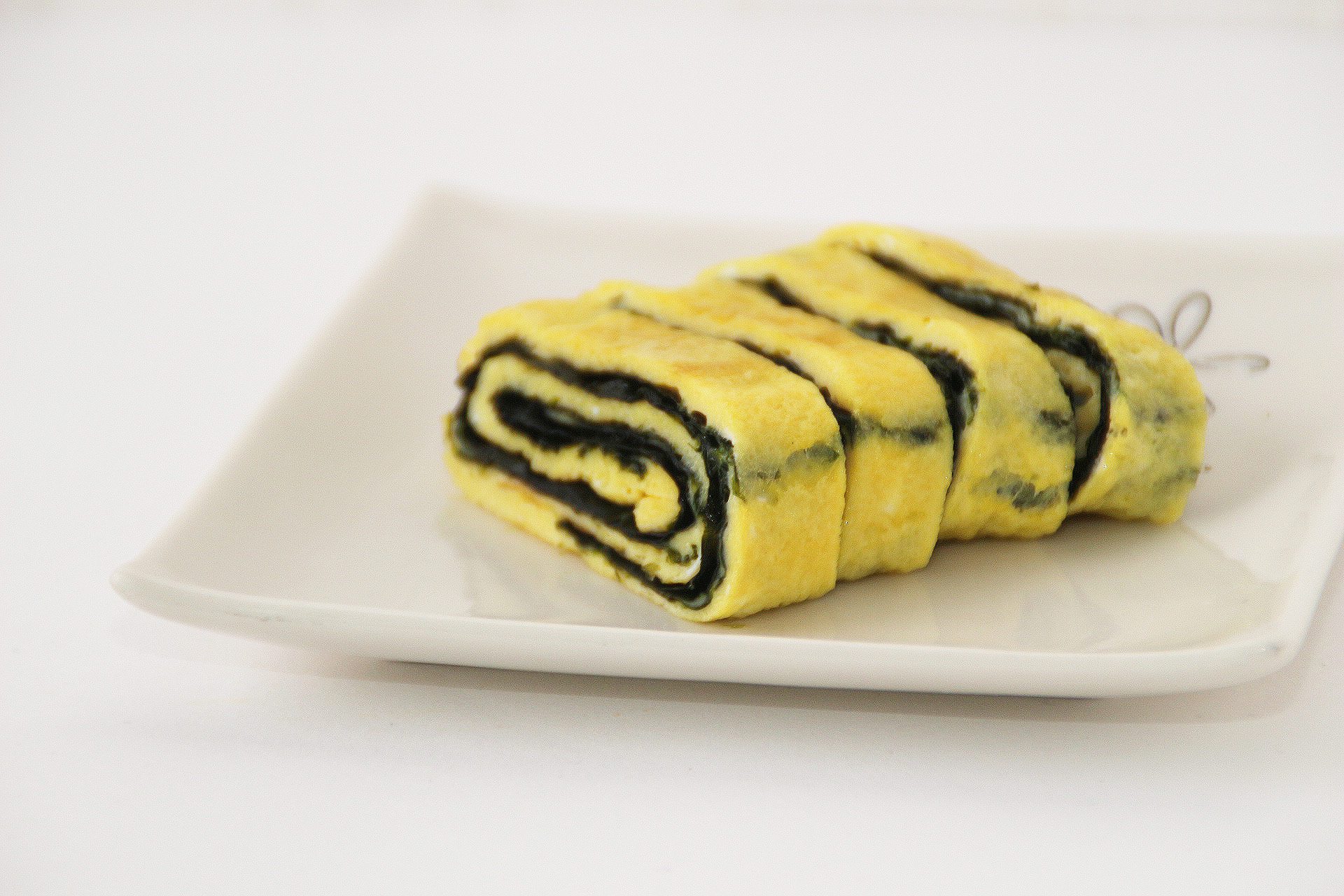
Gyeran mari con alghe.

Una variante prevede l'uso di un intero foglio d'alga essiccato, che viene appoggiato sulla superficie ancora parzialmente cruda e arrotolato insieme all'omelette.

## Consumo
Il gyeran mari viene servito a fette spesse 2-3 cm come accompagnamento ai pasti, e si ritrova anche nei cestini del pranzo al sacco e nei menù delle pojangmacha, le bancarelle di strada. La sua popolarità è attribuibile alla semplicità e velocità di preparazione.

## Storia
Il consumo di uova in Corea risale almeno al periodo della dinastia Joseon. L'Eumsikbangmun, un ricettario del tardo 1800, riporta un piatto simile al gyeran mari chiamato gyeran neureumi (계란 느르미?), e un'altra pietanza affine si ritrova nel Juchan, un ricettario di epoca successiva.